# John Wood le Jeune
John Wood le Jeune (25 février 1728-18 juin 1782) est un architecte britannique. Il a été l'architecte du Royal Crescent dans la cité de Bath en Angleterre.